# Kotlasy
Kotlasy (německy Kotlas) jsou obec v okrese Žďár nad Sázavou v Kraji Vysočina. Žije zde 112 obyvatel.

## Název
Na vesnici bylo přeneseno původní pojmenování jejích obyvatel Kotlasi, což bylo množné číslo osobního jména Kotlasa (založeného na obecném kotel). Význam místního jména byl "Kotlasovi, Kotlasova rodina". První doklady nicméně ukazují podobu Kotláky (jehož základem je osobní jméno Kotlák (stejné motivace jako Kotlasa)). Jméno vsi a jméno osoby, od níž bylo odvozeno, zřejmě kolísalo.

## Historie
První písemná zmínka o Kotlasích pochází z roku 1349 (villam Chothloken vulgariter nuncupatam).

## Obyvatelstvo
| Rok            | 1869 | 1880 | 1890 | 1900 | 1910 | 1921 | 1930 | 1950 | 1961 | 1970 | 1980 | 1991 | 2001 | 2011 | 2021 |
| -------------- | ---- | ---- | ---- | ---- | ---- | ---- | ---- | ---- | ---- | ---- | ---- | ---- | ---- | ---- | ---- |
| Počet obyvatel | 197  | 236  | 235  | 200  | 207  | 220  | 204  | 185  | 188  | 179  | 174  | 163  | 136  | 112  | 103  |
| Počet domů     | 34   | 39   | 44   | 40   | 39   | 40   | 39   | 43   | 45   | 47   | 48   | 55   | 58   | 57   | 52   |

## Obecní správa a politika
V letech 2006–2010 působil jako starosta František Sobotka, od roku 2010 tuto funkci zastává Petr Špička.

### Obecní symboly
Znak a vlajka byly obci uděleny rozhodnutím předsedy Poslanecké sněmovny Parlamentu České republiky dne 12. května 2016.

## Pamětihodnosti
- Kříže u polní cesty do Ostrova nad Oslavou
- Krucifix na cestě do Březí nad Oslavou